# Nagyboldogasszony-templom (Bátaszék)
A Nagyboldogasszony-templom a Tolna vármegyei Bátaszék városának műemlék római katolikus plébániatemploma. Magyarország 4. legmagasabb temploma, és a vármegye legmagasabb épülete.

## Története

### A jelenlegi templom
Az elpusztult monostor helyén egy barokk templom épült 1726 és 1750 között. A későbbiekben többször átépített új templom a 19. század közepére olyan rossz állapotba került, hogy 1842-ben már új templom építését kérték a bátaszéki lakosok a pécsi püspöktől. A munkálatok megkezdése azonban elhúzódott, és csak az 1890-es évek közepén kezdődhetett meg. Az új templom terveit Hofhauser Antal budapesti műépítész készítette, aki egy rá jellemző egytornyos neogótikus épületet álmodott meg. A tényleges építkezés előtt még lebontották az útban lévő egykori apátsági épületek maradékát, végül 1899. július 4-én megkezdődtek a munkálatok. Az alapárkokat szegedi kubikosok ásták, melyek a kritikus pontokon a 8-10 méteres mélységet is elérték. A falak már az év végén elérték az embermagasságot, 1900-ban pedig elkészült a tetőszerkezet is. Habár már 1901. július 1-jére elkészült volna az épület, de súlyos statikai hibák miatt 1901 tavaszán a főhajó süttői mészkőből készült oszlopai repedezni kezdtek. Emiatt azok cseréje és az újraboltozás mellett döntöttek, melyek 1902 májusára készültek el. Az ünnepélyes alapkőletételre 1901. július 21-én, a templom felszentelésére pedig 1903. október 4-én került sor, melyet Troll Ferenc választott püspök és nagyprépost végzett. A munkálatok összköltsége elérte a 400 000 koronát.

### Felújítások
A templomon két ütemben végeztek teljes körű felújítást 1987-1991 és 2003-2005 között. A 2010-es évek elején azonban kiderült, hogy a 30 méteres toronysüveg belső favázát gombafertőzés támadta meg, amely kritikussá tette annak szerkezeti stabilitását. Udvardy György pécsi püspök végül veszélyessé nyilvánította a templomot, és megtiltotta annak további használatát. Hamarosan aztán a veszélyessé vált torony lebontásáról döntöttek. A toronysisakot 2013 tavaszán egy daruskocsi segítségével 6 darabra vágták, majd leemelték a toronyról. A munkálat költségei elérték az 55 millió forintot.
Az újjáépítéshez szükséges jelentős összeg előteremtésére széles körű összefogás indult. A gyerekkorát részben Bátaszéken töltő Kóbor János vezetésével az Omega zenekar jótékonysági koncertkörútra indult új nagylemezük, az Omega Oratórium dalainak bemutatásával, melynek legelső állomása 2013. augusztus 17-én a templomban volt, és a teltházas koncerten több mint ezren vettek részt. Segítségéért a zenészt még abban az évben Pro Urbe-díjjal tüntették ki. A következő évben több darabban felépítették a tető részeit, amelyeket aztán szintén daruskocsival emeltek a helyükre. Az új, fényes rézlapokkal burkolt toronysüveget végül 2014. október 26-án püspöki mise és ünnepség keretében adták át. A munkálatok végső költsége közel 150 millió forint volt. A harangvillamosítás és a mechanikus toronyóra felújítását 2021-ben végezték el.

## Az épület jellemzői
A templom méreteit jól mutatja, hogy Bátaszék nemhogy országos viszonylatban, de még a megyén belül sem számít nagy városnak, ennek ellenére a temploma az egész országban a 4. legmagasabb, míg tornya a 2., és csak a kőbányai Szent László-templom előzi meg. A templomot megfelelő közeli kőbányák híján téglából építették, ehhez összesen 2,5 millió közönséges és félmillió Eszterházi-féle falburkoló téglát használtak fel. Maga az épület neogótikus stílusban épült egy fő- és két mellékhajóval, valamint egy kereszthajóval, és egy keletelt tágas szentéllyel. Az északi mellékhajót kápolna zárja, míg a délit a sekrestye. A templom külső hossza 62,28, szélessége pedig 21,9 méter. A kereszthajó hossza 31,9 méter, a szentélyé 14,5. A főhajó belmagassága 15,8, míg a mellékhajóké 7,6 méter.
A nyugati főhomlokzata közepén elhelyezett torony magassága 82,45 méter, a toronysisak 50 méter felett kezdődik. Az eredeti 6 harangból mára csak 2 maradt, a 768 kg-os fisz alaphangú nagyharangot Szlezák László öntötte 1922-ben, míg a 80 kg-os f alaphangú kisharang id. Walser Ferenc munkája 1869-ből.